# Công trường Dân Chủ
Công trường Dân Chủ là một vòng xoay giao thông giữa Quận 3 và Quận 10, Thành phố Hồ Chí Minh, Việt Nam. Đây là một địa điểm có nhiều phương tiện giao thông qua lại đông đúc.

## Giao thông

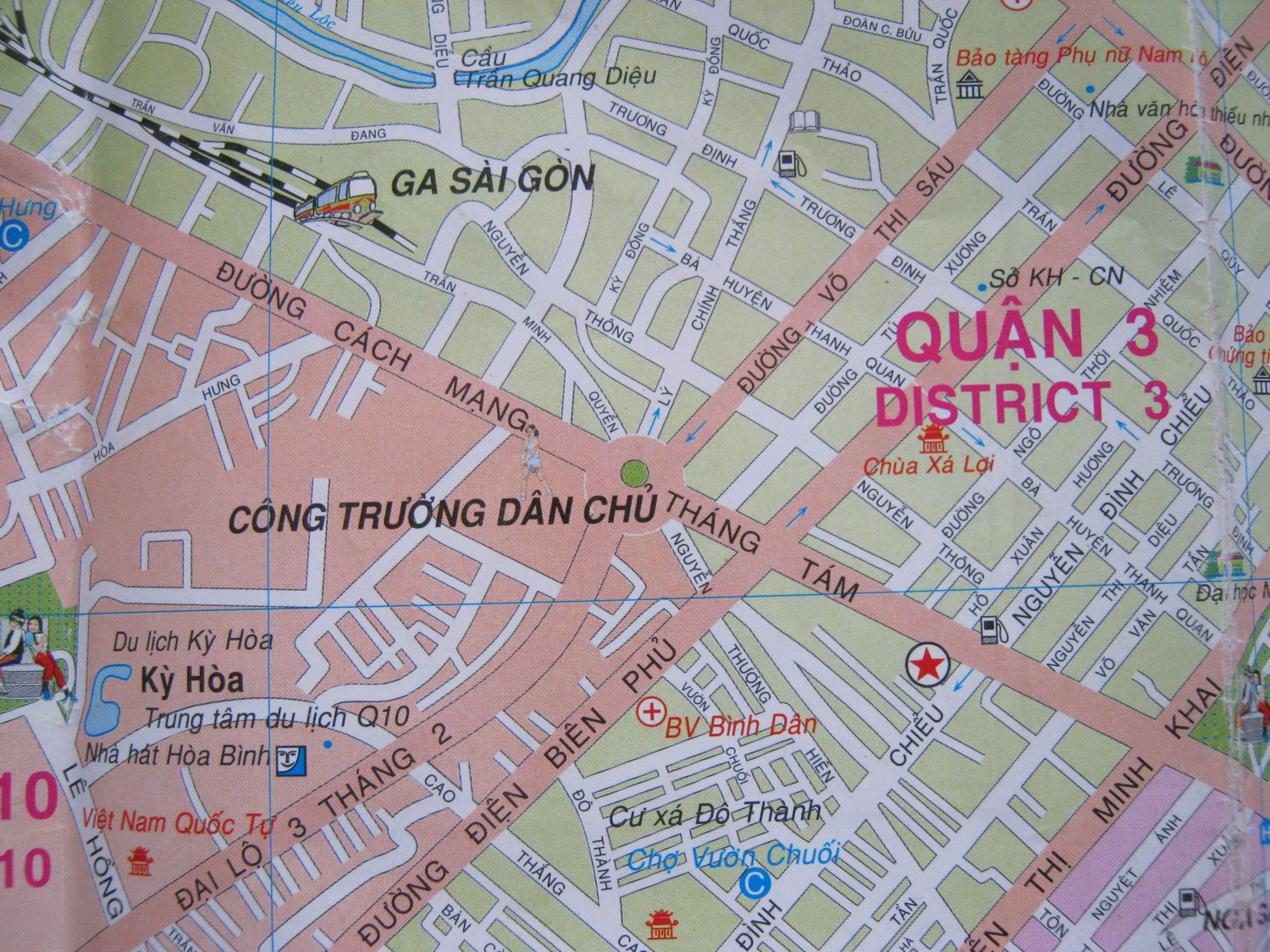
Bản đồ thể hiện Công trường Dân Chủ. "Đường Trần Minh Quyền" thực tế là đường Nguyễn Phúc Nguyên

Công trường Dân Chủ là một nút giao thông cùng mức dạng vòng xoay, là nơi giao nhau của sáu con đường, gồm Cách Mạng Tháng Tám, Võ Thị Sáu, Lý Chính Thắng, Nguyễn Phúc Nguyên, Ba Tháng Hai và Nguyễn Thượng Hiền. Đây là nơi tiếp giáp của Quận 3 và Quận 10. Công trường Dân Chủ có lưu lượng phương tiện tham gia giao thông cao, thường ùn ứ; người dân đi lại khó khăn. Vì vậy, chính quyền đã lập dự án đầu tư 281 tỉ đồng ngân sách để xây một cầu vượt bằng thép vượt qua vòng xoay từ đường Võ Thị Sáu để hạ xuống đường Ba Tháng Hai, cho phép cả xe mô tô và ô tô lưu thông. Dự kiến cầu dài hơn 268 m, rộng 6,5 m mỗi làn.
Theo quy hoạch mạng lưới đường sắt đô thị Thành phố Hồ Chí Minh, Công trường Dân Chủ sẽ kết nối với tuyến số 2: Củ Chi - Thủ Thiêm. Dự kiến dự án sẽ dùng vốn vay của Ngân hàng Phát triển Châu Á, Ngân hàng Tái thiết Đức và Ngân hàng Đầu tư Châu Âu. Ga Dân Chủ sẽ nằm về phía tây Công trường Dân Chủ.

## Mộ tập thể
Dưới triều Vua Minh Mạng, xảy ra cuộc nổi dậy Lê Văn Khôi (1833-1835) ở thành Phiên An (thành Gia Định). Triều đình đàn áp thành công cuộc nổi dậy, sát hại 1.831 người cả già trẻ, trai gái ở trong và bên ngoài thành vài dặm, sau đó chôn xác chung một chỗ, gọi bãi đó là Mả ngụy hay Mả biền tru.
Theo nhà nghiên cứu Nguyễn Đình Đầu, vị trí ngôi mộ tập thể đó nằm ở khoảng gần Công trường Dân Chủ, đường Cách Mạng Tháng Tám và đầu đường Ba Tháng Hai..

## Chú giải & tham khảo
1. ↑  “TP Hồ Chí Minh: 13 nghìn tỷ đồng "bốc khói" mỗi năm do kẹt xe”. Nhân Dân dẫn lại SGGP. ngày 17 tháng 9 năm 2010.
2. ↑  Minh Phong (ngày 18 tháng 4 năm 2017). “Xây khẩn cầu vượt vòng xoay Dân Chủ 'né' metro 2”. Báo Pháp luật TPHCM.
3. ↑  “Tuyến metro số 2”. BQL Đường sắt đô thị TPHCM.
4. ↑  Con số biên theo Quốc triều chính biên toát yếu do Quốc sử quán triều Nguyễn tổ chức biên soạn (Nhà xuất bản Văn học, 2002, tr. 252). Có nguồn chép hơi khác, xem thêm trang Lê Văn Khôi.
5. ↑  Nguyễn Đình Đầu, "Địa lý lịch sử Thành phố Hồ Chí Minh" in trong Địa chí văn hóa Thành phố Hồ Chí Minh (Tập 1, phần lịch sử), tr. 211.